# Louise Marleau
Pour les articles homonymes, voir Louise et Marleau.
Louise Marleau, née le 26 août 1944 à Montréal au Québec, est une actrice québécoise.

## Biographie
Louise Marleau apprend à jouer dès l'âge de sept ans. Grâce à Jean Gascon, elle joue quelques rôles dès l'enfance à la télévision et à la radio. Elle est de la première comédie musicale du Théâtre La Marjolaine, Doux temps des amours, à 16 ans. 

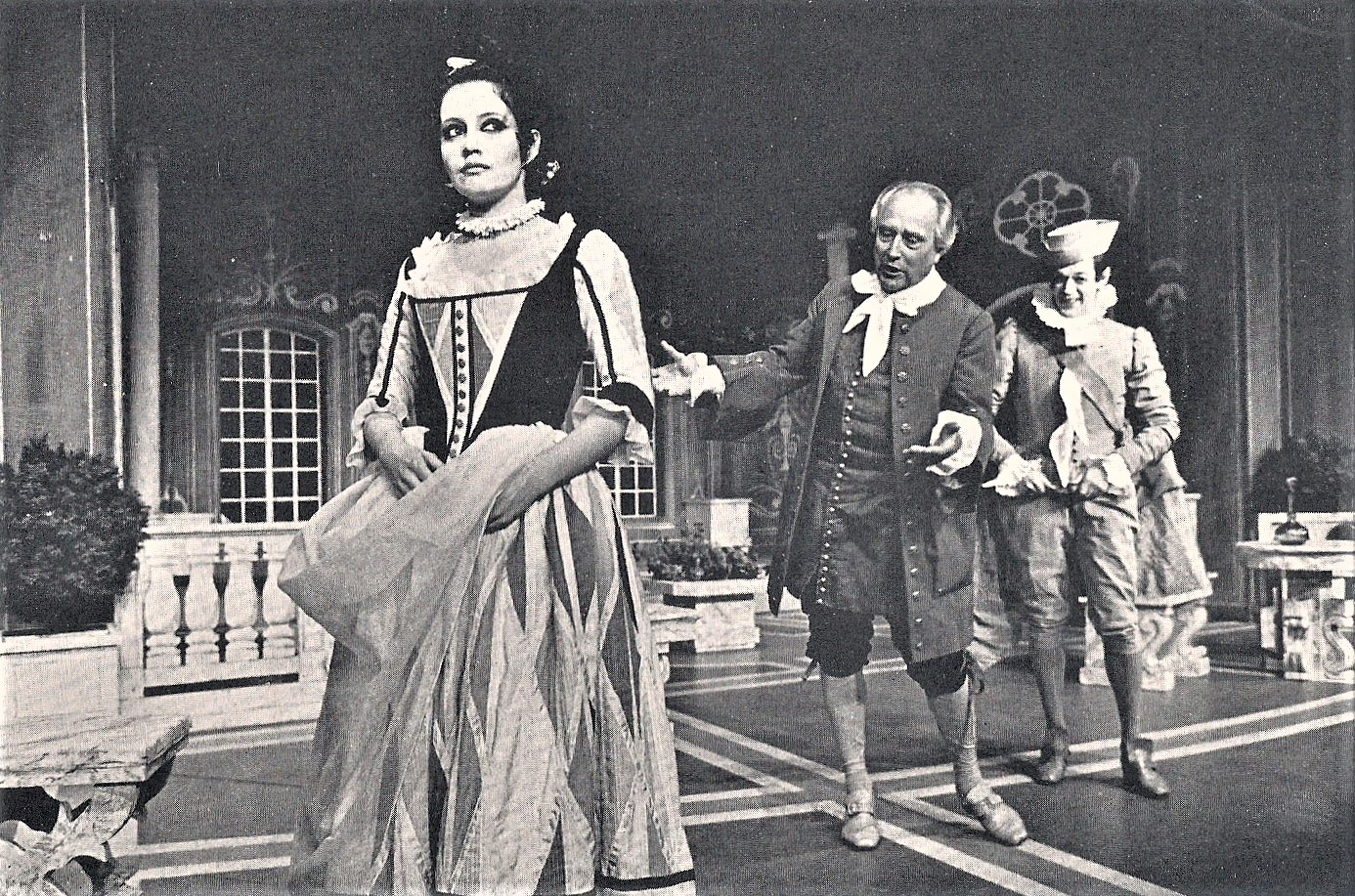
Louise Marleau avec la Nouvelle Compagnie Théâtrale vers 1969.

Elle fait des études universitaires en littérature, en psychologie et en histoire de l'art mais se tourne finalement vers le théâtre à partir du milieu des années 1960. Suivent une quarantaine de rôles à la scène et de très nombreuses présences au cinéma et à la télévision.  
Sur scène, au cours des années 1960, elle incarne notamment Agnès dans L’école des femmes de Molière et participe à la création de la pièce Au retour des oies blanches de Marcel Dubé.  
Au cours des années 1970, elle fait la rencontre du metteur-en-scène Jean Salvy, avec qui elle travaille régulièrement et qui sera un temps son compagnon de vie.  Sous sa direction, elle joue notamment dans deux pièces de Tennessee Williams : Soudain l’été dernier et la création en français de Pièce à deux.  Toujours en collaboration avec Salvy, elle tient aussi le rôle principal dans Mademoiselle Julie d'August Strindberg, Duo pour une soliste de Tom Kempinski et dans une adaptation théâtrale du roman de Stefan Zweig Vingt-quatre heures de la vie d'une femme.
Au cinéma, son interprétation d'une femme en crise d'identité dans le drame L'Arrache-coeur de Mireille Dansereau  lui vaut de récolter un prix au Festival des films du monde en 1979 et une nomination aux Prix Génie du cinéma canadien.  L'année suivante,  elle tient un rôle secondaire, celui de la riche Madame Viau-Vachon, dans Les Bons Débarras de Francis Mankiewicz, œuvre marquante de la cinématographie québécoise.  
Au cours des années 1980, Louise Marleau travaille à trois reprises avec la réalisatrice Léa Pool.  Leur première collaboration, La Femme de l'hôtel, permet à Marleau de recevoir le Prix Génie de la meilleure actrice en 1985.  Suit Anne Trister et finalement À corps perdu. 
Dans un genre très différent, on la retrouve aussi dans la comédie Cruising Bar de Robert Ménard, où elle joue une femme des plus élégantes, et dans la fantaisie sentimentale Une histoire inventée d'André Forcier, dans laquelle elle incarne une séductrice compulsive.
À la télévision, elle endosse le personnage de l'énigmatique Justine Lalonde pendant trois saisons dans la série à succès Scoop, scénarisée par Réjean Tremblay et Fabienne Larouche. 
En 1996, elle participe étroitement à l'album Gelsomina de Claude Dubois. Ce disque se voulait un témoignage d'estime au cinéaste italien Federico Fellini et à son film La Strada. 
Elle signe la mise en scène de Manon de Massenet à l'Opéra de Québec en 2004 et celle de Au retour des oies blanches de Marcel Dubé au Théâtre du Rideau Vert en 2006.   
En 2008, elle a traduit en français les textes de la pièce d'Eve Ensler The Vagina Monologues.

## Vie privée
Louise Marleau a été la conjointe de Claude Dubois de 1991 à 2007 et du politicien Daniel Paillé peu de temps après.

## Filmographie
- 1955 : Beau temps, mauvais temps (série télévisée) : Lucie Grégoire
- 1957 : Opération-mystère (série télévisée) : Luce
- 1960 : La Côte de sable (série télévisée) : Danielle
- 1962 : Antigone
- 1962 : Le Temps des lilas (TV) : Johanne
- 1964 : Solange dans nos campagnes
- 1964 : Geneviève : Louise
- 1964 : La Fleur de l'âge, ou Les adolescentes : Louise
- 1966 : YUL 871
- 1967 : Sébastien parmi les hommes (série télévisée) : Sylvia Lambert
- 1968 : Les Dossiers de l'Agence O (feuilleton télé), épisode 11 : Mlle Aku
- 1969 : Agence Intérim (épisode "Dompteur"), série télévisée de Pierre Neurrisse : Irène
- 1970 : L'Amour d'une nonne (L'Amour humain) : Constance
- 1971 : Au retour des oies blanches (TV)
- 1972 : Le Diable est parmi nous : Helene
- 1973 : Joseph Balsamo (feuilleton TV) : La Du Barry
- 1978 : Les Femmes de 30 ans : Woman in Elevator
- 1979 : L'Arrache-coeur : Céline
- 1980 Alexandre
- 1980 : Les Bons Débarras : Mme Viau-Vachon
- 1980 : Girls : Mme Flavin
- 1980 : Contamination : Colonel Stella Holmes
- 1981 : Haute Surveillance (Black Mirror) : Green Eyes
- 1984 : Laurier (feuilleton TV)
- 1984 : La Femme de l'hôtel : Estelle David
- 1986 : Anne Trister : Alix
- 1988 : À corps perdu
- 1989 : Cruising Bar : la divine
- 1989 : Le Grand Secret (feuilleton TV) : Jeanne Corbet
- 1990 : Une histoire inventée : Florence
- 1990 : Un autre homme
- 1991 : Les Naufragés du Labrador (TV) : La femme de Richard
- 1991 : L'Impure (TV) : Dominique
- 1992 : The Dance Goes On
- 1992 : Le Mirage : Maria Tümmler
- 1993 à 1995 :Scoop (série télévisée) : Justine Lalonde
- 1994 : Jalna (feuilleton TV)
- 1996 : Jamais deux sans toi (série télévisée) : Carmelle Lassonde
- 1998 : La Comtesse de Bâton Rouge : Angèlie Temporel
- 1999 : External Affairs : Marianne Raymond
- 2000 : Le Pays dans la gorge (TV) : Cornélia
- 2001 : Fortier (série télévisée) : Jeannine Ross
- 2002 : The Baroness and the Pig : The Duchess
- 2002 : Bunker, le cirque (série télévisée) : Madeleine Lacroix
- 2004 : Le Bleu du ciel (série télévisée) : Désirée Fraser
- 2008 : Ce qu'il faut pour vivre : Sœur Luce
- 2015 : Mes Ennemis : Isabelle Dugas

## Distinctions
- Au cinéma, elle a remporté deux Prix Génie pour son rôle dans les films La Femme de l'hôtel  et Anne Trister
- Elle remporte le Prix d'interprétation féminine au Festival des films du monde de Montréal en 1979 pour le film L'Arrache-cœur de Mireille Dansereau

## Sources
- « Louise Marleau » (présentation), sur l'Internet Movie Database
- Dictionnaire des artistes du théâtre québécois, 2008, p. 265